# Acido elvellico
L'acido elvellico è un acido dibasico contenuto in alcune specie di funghi, tra le quali la Gyromitra esculenta, che per molto tempo è stato ritenuto l'agente principale di intossicazioni di natura emolitica (Boehm, 1885).
Recenti studi, tuttavia, (List e Luft, Università di Marburgo, 1968) hanno accertato che la causa delle intossicazioni non è l'acido elvellico e che il principio tossico della Gyromitra esculenta è una tossina aldeidica contenente azoto, conosciuta come gyromitrina, dalla cui idrolisi endogena si produce la monometil-idrazina - MMH. Sarebbe quest'ultima la responsabile, con meccanismo ossidoriduttivo, della lisi dei globuli rossi.
Fu isolato per la prima volta dal fungo Helvella infula .

## Etimologia
Relativo ai funghi del genere Helvella.